# Adolf Doppler
Adolf Doppler   (Graz, 1 de maig de 1850 - Graz, 30 de novembre de 1906) fou un compositor austríac.
Es distingí d'una forma notable en l'ensenyança. fundà i dirigí molts anys una Acadèmia de música en la seva ciutat natal.
Va compondre molta música per a piano, lieder, cors i l'òpera Viel Larm und Nichts, estrenada favorablement a Leipzig el 1896.